# Journal of Gastroenterology
Das Journal of Gastroenterology, abgekürzt J Gastroenterol., ist eine wissenschaftliche Fachzeitschrift, die vom Springer-Verlag veröffentlicht wird. Die Zeitschrift wurde 1966 unter dem Namen Gastroenterologia Japonica gegründet und 1994 zum heutigen Namen umbenannt. Sie ist das offizielle Publikationsorgan der Japanese Society of Gastroenterology, erscheint mit zwölf Ausgaben im Jahr und veröffentlicht Arbeiten aus dem Bereich der Gastroenterologie.
Der Impact Factor lag im Jahr 2014 bei 4,523. Nach der Statistik des ISI Web of Knowledge wird das Journal mit diesem Impact Factor in der Kategorie Gastroenterologie und Hepatologie an 14. Stelle von 76 Zeitschriften geführt.